# Sárgástorkú mézevő
A sárgástorkú mézevő (Nesoptilotis flavicollis) a madarak osztályának a verébalakúak (Passeriformes) rendjébe, ezen belül a mézevőfélék (Meliphagidae) családjába tartozó faj.
A magyar név forrással nincs megerősítve, lehet, hogy az angol név tükörfordítása (Yellow-throated Honeyeater).

## Rendszerezés
Besorolásuk vitatott, eredetileg a Lichenostomus nembe tartozott Lichenostomus flavicollis néven, áthelyezése még nem terjedt el igazán.

## Előfordulása
Ausztrália és Tasmania területén honos. Természetes élőhelye a mérsékelt övi erdők, parti bozótosok és pusztaságok.

## Megjelenése
Átlagos testhossza 21 centiméter.

## Életmódja
Rovarokkal, nektárral, eukaliptusz virágaival és gyümölcseivel táplálkozik.

## Szaporodása
Fészekalja 2-3 tojásból áll, melyen 16 napig kotlik.

## Külső hivatkozások
- Képek az interneten a fajról
- Ibc.lynxeds.com - videók a fajról